# 冯德培

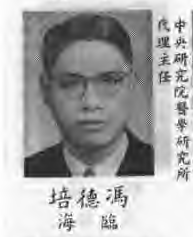
民國37年出版的《第一屆國民大會專輯》中的馮德培 肖像

冯德培（1907年2月20日—1995年4月10日），男，浙江临海人，中国生理学家、神经生物学家，中国神经肌肉生理学研究的开拓者，中央研究院第一屆院士，中国科学院院士。曾创建和长期领导中国科学院生理生化研究所、中国科学院生理研究所，为中国生命科学的发展、培养中国生理学人才，做出了重要贡献。

## 生平
民國三十六年（1947年），在原籍浙江省臨海縣當選為第一屆國民大會代表。1949年後，馮德培先後擔任中國科學院生理生化研究所研究員兼所長，生理研究所研究員兼所長，名譽所長，華東分院及上海分院副院長，中國科學院副院長兼生物學部主任。
文革期間馮德培屢遭批鬥，遭勒令跪在上海分院大門口挨斗，關暗室中差點被打死。
1986年，当选为美国科学院外籍院士和第三世界科学院院士。1998年，当选为印度国家科学院外籍院士。
1995年4月10日，冯德培于上海去世，享年88岁。

## 社会兼职
曾任國務院學位委員會委員，中國科學院學位委員會主任，中國生理學會理事長，名譽理事長，《生理學報》主編，英文版《中國生理科學雜誌》名譽主編等職務。